# Olof Larsell
Olof Larsell, född 13 mars 1886 i Sätra, Rättviks socken, Kopparbergs län, död 1964, var en svenskamerikansk anatom.
Olof Larsell var son till hemmansägaren Sjöns Jon Olsson. Tillsammans med sina föräldrar kom han till USA 1891. Han studerade vid Linfield College i Oregon, där han blev Bachelor of Science 1910, och därefter vid North Western University i Evanston, Illinois, och blev 1914 Master of Arts och 1918 Doctor of Philosophy. 1910–1915 var han instructor i biologi vid Linfield College och 1915–1918 i zoologi vid North Western University. Efter att 1918–1920 ha varit biträdande professor utnämndes han 1921 till professor i anatomi inom medicinska fakulteten vid University of Oregon, Portland. Under en lång följd av år föreläste och undervisade han vid olika universitet. Han författade flera avhandlingar och böcker, särskilt i neurologi och anatomi, och översatte bland annat Själfbiografiska anteckningar av Jöns Jacob Berzelius.